# كليف براون (لاعب كرة قدم أمريكية)
كليف براون (بالإنجليزية: Cliff Brown)‏ هو لاعب كرة قدم أمريكية أمريكي، ولد في 14 يونيو 1952 في ميدلتاون في الولايات المتحدة، وتوفي في 10 ديسمبر 2012 في هاريسبرج في الولايات المتحدة.